# Philippe Turlure
Philippe Turlure (geb. vor 1967) ist ein Szenenbildner.

## Leben
Turlure begann seine Karriere im Filmstab 1967 als Assistent in der Außenrequisite bei Jean-Pierre Melvilles Meisterwerk Der eiskalte Engel. Nach weiteren Assistenzarbeiten, darunter Der Clan der Sizilianer und Der letzte Tango in Paris, arbeitete er ab Anfang der 1970er Jahre als Szenenbildner und wirkte an zahlreichen großen französischen Filmproduktionen wie Killer stellen sich nicht vor mit Alain Delon und Der Profi mit Jean-Paul Belmondo.
Für Alan Parkers Evita, eine Verfilmung des gleichnamigen Musicals, war er gemeinsam mit Brian Morris 1997 für den Oscar in der Kategorie Bestes Szenenbild nominiert, die Auszeichnung ging in diesem Jahr jedoch an Der englische Patient.
In der Folge arbeitete er an einer Reihe internationaler Produktionen wie Der Mann in der eisernen Maske, Das Parfum – Die Geschichte eines Mörders und Der rosarote Panther. Nur selten arbeitete Turlure für das Fernsehen, eine der wenigen Ausnahmen stellte die Miniserie Feuersturm und Asche im Jahre 1988 dar.

## Filmografie (Auswahl)
- 1967: Der eiskalte Engel (Le Samouraï)
- 1969: Der Clan der Sizilianer (Le clan des Siciliens)
- 1972: Der letzte Tango in Paris (Ultimo tango a Parigi)
- 1977: Die wilden Mahlzeiten (René la Canne)
- 1977: Violette und François (Violette & François)
- 1980: Die Bankiersfrau (La Banquière)
- 1980: Killer stellen sich nicht vor (Trois hommes à abattre)
- 1981: Der Profi (Le Professionnel)
- 1984: Liebe bis in den Tod (L’Amour à mort)
- 1992: Bitter Moon
- 1994: Interview mit einem Vampir (Interview with the Vampire: The Vampire Chronicles)
- 1995: Sabrina
- 1996: Evita
- 1997: Lolita
- 1998: Der Mann in der eisernen Maske (The Man in the Iron Mask)
- 1999: Die neun Pforten (The Ninth Gate)
- 2006: Das Parfum – Die Geschichte eines Mörders
- 2006: Der rosarote Panther (The Pink Panther)
- 2011: Die drei Musketiere (The Three Musketeers)
- 2016: Ben Hur

## Auszeichnungen (Auswahl)
- 1997: Oscar-Nominierung in der Kategorie Bestes Szenenbild für Evita